# Xenia (Ohio)
Xenia es una ciudad ubicada en el condado de Greene en el estado estadounidense de Ohio. En el Censo de 2010 tenía una población de 25719 habitantes y una densidad poblacional de 746,91 personas por km².

## Geografía
Xenia se encuentra ubicada en las coordenadas 39°41′0″N 83°56′32″O / 39.68333, -83.94222. Según la Oficina del Censo de los Estados Unidos, Xenia tiene una superficie total de 34.43 km², de la cual 34.4 km² corresponden a tierra firme y (0.11%) 0.04 km² es agua.

## Demografía
Según el censo de 2010, había 25719 personas residiendo en Xenia. La densidad de población era de 746,91 hab./km². De los 25719 habitantes, Xenia estaba compuesto por el 82.02% blancos, el 13.4% eran afroamericanos, el 0.37% eran amerindios, el 0.47% eran asiáticos, el 0.04% eran isleños del Pacífico, el 0.47% eran de otras razas y el 3.23% pertenecían a dos o más razas. Del total de la población el 1.66% eran hispanos o latinos de cualquier raza.

## Personas notables
- Larry Nichols - entusiasta del rompecabezas e inventor de Cubo de bolsillo
- Arthur M. Schlesinger, Sr. - historiador urbano